# Менегетти, Антонио
Анто́нио Менеге́тти (итал. Antonio Meneghetti; 9 марта 1936, Авеццано — 20 мая 2013, Риу-Гранди-ду-Сул, Бразилия) — итальянский психолог, философ, художник, основатель онтопсихологической школы, продолжающей гуманистическую ветвь психологии. В молодости был священником, но увлекшись психологией, отказался от священного сана. Более 10 лет занимался психотерапией и на основе этой практики сформулировал теорию онтопсихологии. Автор более 50 книг и монографий, изданных на итальянском, русском, португальском, английском, французском, китайском, испанском, немецком, латышском языках.

## Биография

### Детство и юношество
Родился 9 марта 1936 года в Авецанно в простой семье Пьетро Менегетти и Анны Кастеллани, первым из девяти детей. В 11 лет родители отдали сына на воспитание и обучение в Римско-Католическую церковь.
Менегетти учился в Ассизи, потом Губбио, Сполето и Риме, вступил в францисканский орден Меньшие Братья Конвентуальные. Во время обучения в семинарии также изучал живопись, реставрируя фрески Джотто, Чимабуэ, Микеланджело, Рафаэля, Мазаччо, Тициана. Эта работа вызвала у него неподдельный интерес к искусству и в свободное время он посещал ремесленные мастерские, в том числе муранские фабрики по производству стекла в Венеции и керамические мастерские в Деруте.
С юных лет Менегетти учился игре на органе и фортепиано, грегорианскому хоралу (его учителя — L. Perosi, D. Stella, L. Refice, B, Rizzi). Также изучал латинский, древнегреческий и арамейский языки.
В 60-е годы он оставляет францисканский орден и город Сполето и становится приходским священником в селении Сан-Джованни Паганика, расположенном неподалёку от Монтереале. В это время он содержит больную мать с восемью несовершеннолетними братьями и сестрами.
На пути пастерского служения Менегетти сталкивается с душевными проблемами и страданиями людей, начинает задаваться экзистенциальными вопросами. Он знакомится с трудами Эдмунда Гуссерля, в которых философ говорил о кризисе науки, о необходимости обновления философии, а в зарождавшейся психологии видел эпистемическую науку, способную заново обосновать и привести к аутентичности само понятие научности. Мысли Гуссерля оказали тогда на Менегетти значительное влияние, он начинает изучать психологию, социологию, философию и другие науки.

### Профессиональное становление
В возрасте около 30 лет Менегетти учится на нескольких факультетах знаменитых римских университетов и в период 1967—1971 годов защищает докторат по теологии при Папском Латеранском университете в Риме, по философии и по социальным наукам при Папском университете святого Фомы Аквинского в Риме, а также получает диплом о высшем образовании (бакалавр) по философии в Миланском католическом университете Сакра Куоре, а чуть раньше — диплом библиотекаря в Ватикане, который открывал доступ к Ватиканской апостольской библиотеке, где собрана богатейшая коллекция рукописей средневековья и эпохи Возрождения.
В это же время Менегетти изучает различные научные школы психологии и психиатрии. Он посещает специализированные курсы по психологии в Лондоне (фрейдовский психоанализ и Тавистокский госпиталь, где работает ассистентом), в Париже семинары Жака Лакана, а также знакомится с учениками Фрейда, Адлера, Юнга. Особое впечатление произвел подход Виктора Франкла, с которым Менегетти встречается в Вене. В 1968 году учится в институте Юнга в Цюрихе (Швейцария).
В 1970 году декан факультета философии Папского университета святого Фомы Аквинского Абелардо Лобато Казадо приглашает Антонио Менегетти прочитать курс лекций по психологии для студентов, получающих второе высшее образование. Лобато вспоминал:

Менегетти показал себя отличным педагогом. Многие студенты просили его стать научным руководителем их выпускных работ… У него было много учеников, он пользовался успехом, поскольку обладал редким обаянием и нравился студентам. Его харизма заключается в том, что, выдвигая какой-либо тезис, он развивает и аргументирует его до конца.— 
С 1970 по 1972 год Менегетти преподаёт «Основы пасторской психологии», посвящённой психологии священослужителя, а с 1972 по 1973 год читает курс «Онтопсихология человека» и ведёт семинар «Клиентцентрированная терапия Роджерса» в Университете Фомы Аквинского. После одной из лекций студент из Бразилии Алесио Видор подошел к Менегетти и сказал, что то, что они услышали сегодня было уже не теорией Роджерса, а чем-то новым. Это была уже онтопсихология.

### Психотерапевтическая практика
Ещё во время преподавания в Папском университете святого Фомы Аквинского Менегетти начинает психологическую практику, а 15 ноября 1972 года открывает Центр онтопсихологической терапии в Риме на ул. Марко Поло, 104, где были открыты годичный курс личностной и практической подготовки по психологии, двухгодичный курс онтопсихологической психотерапии, а позже в 1973 году были организованы трехлетние курсы подготовки психологов и психотерапевтов.
В 1972 году Менегетти оставляет католическую церковь, а в 1973 году прекращает преподавательскую деятельность в Университете Фомы Аквинского, объясняя это решение желанием полностью посвятить себя клинической практике, чтобы проверить свою теорию:

Если то, что я говорил, — верно, то больные будут выздоравливать.— 
Менегетти посвящает по 10-12 часов в день работе с пациентами, зачастую с тяжелыми психическими расстройствами, к нему обращаются с проблемами сексуальных дисфункций, наркотических зависимостей и многими другими.
Среди его пациентов были и больные шизофренией. Эта болезнь представляла наибольший вызов в то время. В 60-х годах возникает движение антипсихиатрии, в Италии также развернулась активная дискуссия вокруг методов психиатрии, об условиях содержания больных в психиатрических лечебницах, возникло движение «Демократичная психиатрия», одним из инициаторов которого был Франко Базалья, выступавший за гуманное отношение к душевнобольным и отказе от их насильственной изоляции, а также добивавшийся закрытия государственных психиатрических лечебниц. Менегетти разделяет критику методов психиатрии того времени, среди которых были такие средства как электрошок и лоботомия, но не считает, что решение проблемы лежит в плоскости дискуссии о закрытии лечебниц и освобождении больных, а стремится найти способ излечения шизофрении.
Менегетти не использовал ни лекарства, ни принудительные методы, а воздействовал на пациентов с помощью слова, но этот диалог не был похож на технику психоанализа или других психологических школ. В ходе клинической практики он приходит к выводу, что его метод даёт позитивные результаты. Тогда Менегетти начинает формулировать свои принципы и открытия на специально организуемых научных конференциях по онтопсихологии, куда приглашаются и специалисты других школ. Впоследствии материалы этих конференций будут опубликованы в научном журнале «Онтопсихология — психическая причинность в событии-человеке» (с 1988 года стал называться «Новая онтопсихология»), и в переработанном виде — в книгах.

### Представление теории онтопсихологии
С 1973 года Менегетти организует встречи, впоследствии ставшие конгрессами по онтопсихологии, на которые приглашаются психологи и студенты, чтобы представить и обсудить результаты психотерапевтической практики. Первая встреча прошла с 25 по 27 сентября 1973 года в Центре конгрессов Падре Ломбарди в одном из римских замков в Рокка-ди-Папа, в котором приняли участие представители шести стран. На III конгрессе по онтопсихологии в Пьедилуко в 1975 году рассматривалась проблема неврозов и шизофрении, часть материалов конгресса вошла в книгу «Клиническая онтопсихология» в главу «Многофакторная этиология невроза и шизофрении». В 1976 году на IV Конгрессе в Гроттаферрате Менегетти представляет собравшимся концепцию семантического поля. На следующих конгрессах, которые проходят ежегодно, были техника прочтения бессознательного ― иммагогика, психологическая структура личности человека, включающая в себя такие инстанции как «Априорное „Я“», онто Ин-се, монитор отклонения. В 1980 году в Риме в Отеле Rome Cavalieri Hilton Менегетти представляет клинический метод терапевтического резиденса, который является синтезом нескольких онтопсихологических инструментов. Конгресс 1980-го года стал своего рода завершающим этапом десятилетней практической деятельности, призванной показать, что точное применение теории приводит к устранению психологической проблематики.
В это десятилетие публикуются и первые книги и монографии А. Менегетти, с изложением теории и практики онтопсихологии: «Кинотерапия» (La cineterapia, 1972), «Онтопсихология человека» (Ontopsicologia dell’uomo, 1973), «Психосоматика» (La psicosomatica, 1974), «Монитор отклонения в человеческой психике» (Il monitor di deflessione nella psiche umana, 1975), «Клиническая онтопсихология» (Ontopsicologia clinica, 1978), «Онтопсихологическая педагогика» (Pedagogia ontopsicologica, 1979).
Был женат, две дочери.
В 1981 г. А. Менегетти, совместно с его женой Лореттой Лорензини были арестованы по обвинению в преступном заговоре, несанкционированном использовании названий, мошенничестве и насилии и провели некоторое время в тюрьме.
1998 год — начало действия международной программы профессиональной переподготовки по специализации «Онтопсихология» (совместный проект Санкт-Петербургского государственного университета (СПбГУ), Международной Ассоциации Онтопсихологии (г. Рим, Италия) и Славянской Ассоциации Онтопсихологии (г. Москва, Россия)).
Март 2004 — официальное открытие кафедры Онтопсихологии на факультете СПбГУ.
27 мая 2004 — торжественная церемония открытия кафедры Онтопсихологии в Актовом зале здания Двенадцати коллегий — главном административном здании Санкт-Петербургского Государственного Университета — в присутствии профессора А. Менегетти, ректора СПбГУ Л. А. Вербицкой и декана психологического факультета Л. А. Цветковой.
Скончался 20 мая 2013.

## Создание онтопсихологии
Наибольший интерес Антонио Менегетти всегда вызывал человек и философия, в особенности критическая проблема познания. Работы Э. Гуссерля повлияли на его интеллектуальный кризис. «Почему человек не знает истины? Истина существует, потому что я как человек существую. Если я её не знаю, значит я болен». «Ошибка не зависит от природы. Она зависит от исторического момента. Какого?».
Как утверждает Менегетти, он никогда не думал о создании новой науки, а осознал, что открыл новый путь в тот период, когда занимался клинической психотерапией. Впервые термин «онтопсихология» (психология бытия) употреблен Менегетти после ознакомления с материалами Конгресс (съезд)конгресса, проведённого в 1954 году, с участием известных психологов К. Роджерса, Р. Мэй, А. Маслоу. Именно в ходе этого конгресса обсуждался кризис психологии, были выделены три силы психологии — психоанализ, бихевиоризм, гуманистическая психология и было предположено появление новой четвёртой сил психологии, название которой — онтопсихология — было предложено Энтони Сутичем. Формально рождение онтопсихологии связывают с выходом книги Менегетти «Онтопсихология человека» в 1972 году.
В течение десяти лет Менегетти посвящает себя интенсивной деятельности в области клинической психотерапии (от 10 до 12 психотерапевтических сеансов в день), постигая причины и устраняя тяжелейшие хронические симптомы различных психосоматических заболеваний. Как утверждает сам Менегетти, он сделал три основных открытия: семантическое поле, монитор отклонения и онто ин-се (см. онтопсихология)
С 1981 по 1986 он проверяет онтопсихологический метод в применении к людям различной этнической принадлежности и культуры. С 90-х гг. онтопсихологический метод используется в сфере предпринимательства и бизнес-консультирования, а также в социологии.
В 2004 г. была открыта кафедра онтопсихологии на базе факультета психологии СПбГУ. В 2008 году в Бразилии был открыт центр по изучению онтопсихологии, названный Факультетом Антонио Менегетти  Архивная копия от 30 марта 2009 на Wayback Machine  (недоступная ссылка с 11-05-2013 [4449 дней]).

## Толкование сновидений
Согласно Менегетти, для определения позитивности или негативности сновидения нужно ответить на вопрос: какую реальную пользу этот образ несёт для сновидца с психологической и, прежде всего, с биологической точки зрения? Хорошо все то, что увеличивает здоровье и прибыль сновидца, тогда в сновидениях появляются образы фруктов, молока, прозрачной воды, рыб, вкусной еды и т. д. Плохо все то, что ухудшает его благополучие, такими символами будут бумага, мундиры, насекомые, туалет и т. п. Для психического становления ночь имеет большее значение, нежели день; тот кто становится владыкой своей ночи, обретает власть и над собственной жизнью.

## ОнтоАрт
Менегетти является основателем школы ОнтоАрта (1976 год) — нового направления в искусстве, почетным членом сената Международной Академии Современного Искусства. Его картины и скульптуры демонстрировались на персональных выставках в престижных галереях искусств Рима, Венеции, Сан-Пауло, Вены, Санкт-Петербурга.

## Международная деятельность
В 1989 году Менегетти знакомится с представителями ленинградской психологической школы — Б. Ф. Ломовым (знакомство состоялось на 1-м Европейском конгрессе по прикладной психологии), А. А. Крыловым, Ю. М. Забродиным. Впоследствии, по приглашению советских психологов, он приезжает в Россию. Результатом данного сотрудничества явилось открытие в 1998 году специализации «Онтопсихология» на факультете психологии Санкт-Петербургского государственного университета, а в дальнейшем кафедры онтопсихологии в 2003 году.
На сегодняшний день область интересов Менегетти включает экономику и социологию. В области экономики он выделил субъективный критерий предпринимателя, который указывает на успешный результат экономической рациональности. В области социологии он говорит о необходимости проведения исследования не столько первобытного человека, или статистического поведения, сколько интенциональности природы человека и исторического противоречия со средой.
Менегетти регулярно принимает участие в международных конференциях, специальных сессиях. По его инициативе было проведено 16 международных конгрессов по онтопсихологии, в том числе один мировой (Москва, 1997 год).
В 2001 году прошёл международный конгресс «Режиссура и бессознательное» (Канны), в ходе которого были проведены круглые столы при участии профессора Менегетти и режиссёров Тарсима Сингха и Фабио Барето.
В 2002 году состоялся международный конгресс «Онтопсихология и меметика», в котором приняли участие представители онтопсихологической школы и исследователи нового научного направления — меметики (Милан, Италия).
В 2004 году по инициативе и при личном участии Менегетти прошел первый международный конгресс «Business-Intuition» (Рига, Латвия).

## Награды
Антонио Менегетти отмечен многими наградами, премиями и почетными званиями:

### Премии
- Премия в области культуры от Президиума Совета министров Италии (Рим, Италия, 1980)
- Премия Maître tailleur от Федерации портных Италии (1986)
- Премия в области культуры от Президиума Совета министров Италии (Рим, Италия, 1987)
- Премия в области культуры от Президиума Совета министров Италии (Рим, Италия, 1989)
- Премия от Сената Италии «За вклад в культуру и науку» (Рим, Италия, 1990)

### Ордена и медали
- Золотая Медаль за заслуги в области искусства от Международной академии современного искусства (Рим, Италия, 2000)
- Почетный орден от Федерации академий искусств и литературы Павла Коммандери за вклад внесённый в развитие культуры и искусства Бразилии (Сан-Паулу, Бразилия, 2011)
- Медаль за исключительный вклад в науку от Президиума Сената Италии (Ассизи, Италия, 2011)

### Почётные членства
- Почетный член Академического Сената Международной академии современного искусства (Рим, Италия, 1986)
- Почетный член Международной Академии Культуры (Бразилиа, Бразилия, 1997)

### Почётный гражданин
- Почетный гражданин г. Санту-Анжелу от палаты муниципальных депутатов города как благодарность за вклад в области культуры, за исследования в области науки (штат Риу-Гранди-ду-Сул, Бразилия, 1995)
- Почетный гражданин г. Сан Жуан де Полезине от палаты муниципальных депутатов города как исследователю вопросов развития человечества (штат Риу-Гранди-ду-Сул, Бразилия, 1996)
- Почетный гражданин Бразилии от правительства Бразилии за вклад в развитие страны (Реканто Маэстро, Бразилия, 2010)
- Почетный гражданин г. Рестинга Сека от палаты муниципальных депутатов (штат Риу-Гранди-ду-Сул, Бразилия, 2011)